# 浪川大輔のヤバい!たのしくなってきちゃった!
『浪川大輔のヤバい!たのしくなってきちゃった!』（なみかわだいすけのヤバい!たのしくなってきちゃった!）は、2013年3月29日から隔週日曜23:00 - 23:30にAT-Xで放送されていたバラエティ番組。

## 概要
声優の浪川大輔が「やりたいこと」を「やりたいひと」と「やる」番組。

## 出演者
MC
- 浪川大輔

## 放送リスト・ゲスト
| 回数       | 放送内容                                                                                     | ゲスト                                                                          | 放送日        |
| ---------- | -------------------------------------------------------------------------------------------- | ------------------------------------------------------------------------------- | ------------- |
| そのいち   | 浪川大輔×誕生会 その1 浪川大輔×店を持つ その1                                                | 鈴村健一、宮野真守 杉山紀彰、木村良平                                           | 2013年3月29日 |
| そのに     | 浪川大輔×4コママンガ with 宮野真守 その1 浪川大輔×誕生会 その2 浪川大輔×店を持つ その2       | 宮野真守、杉山紀彰 木村良平、緑川光                                             | 2013年4月14日 |
| そのさん   | 浪川大輔×4コママンガ with 宮野真守 その2 浪川大輔×店を持つ その3 浪川大輔×誕生会 その3       | 宮野真守、関智一（電話） 山口勝平、谷山紀章                                     | 2013年4月28日 |
| そのよん   | 浪川大輔×4コママンガ with 宮野真守 その3 浪川大輔×スポーツテスト その1 浪川大輔×誕生会 その4 | 宮野真守、長谷川芳明 帆世雄一、山口勝平 谷山紀章、神谷浩史（メール） 諏訪部順一 | 2013年5月12日 |
| そのご     | 浪川大輔×カレー with 岡本信彦 その1 浪川大輔×スポーツテスト その2 浪川大輔×誕生会 その5      | 岡本信彦、長谷川芳明 帆世雄一、山口勝平 谷山紀章、平川大輔                      | 2013年5月26日 |
| そのろく   | 浪川大輔×カレー with 岡本信彦 その2 浪川大輔×スポーツテスト その3                            | 岡本信彦、長谷川芳明 帆世雄一                                                   | 2013年6月9日  |
| そのなな   | 浪川大輔×萬や浪川 その1 浪川大輔×スポーツテスト その4                                        | 森久保祥太郎、長谷川芳明 帆世雄一                                               | 2013年6月23日 |
| そのはち   | 浪川大輔×萬や浪川 その2 浪川大輔×スポーツテスト その5 浪川大輔×人間ドック その1              | 森久保祥太郎、長谷川芳明 帆世雄一                                               | 2013年7月7日  |
| そのきゅう | 浪川大輔×ラーメン博物館 その1 浪川大輔×人間ドック その2                                      | KENN                                                                            | 2013年7月21日 |
| そのじゅう | 浪川大輔×ラーメン博物館 その2                                                                | KENN                                                                            | 2013年8月4日  |

## スタッフ
- 企画：大村恵一（ムービック）、土橋哲也（AT-X）、佐藤晴美（プロダクション リード）
- リサーチ：小堀裕也、川本夏実
- CAM：澤田基宏
- 音声：斎藤耕一、三ッ井千尋
- 音響効果：太田光則
- メイク：岩崎紋美、南姫
- 技術協力：ジャパンテクニカルアート、クレイジーTV、フリーダム・オブ・ザック
- 番組HP：有賀田記
- 協力：アクロス エンタテインメント、インテンション、劇団ひまわり、アクセルワン、共同テレビジョン、電撃Girl's Style、スターラインエキスプレス
- 進行：宮崎史子、澤田和平
- ディレクター：上野和彦
- 制作プロデューサー：渡辺未生（シネフューチャー）
- アソシエイトプロデューサー：黒田佳奈・青木寿江（ムービック）、礒谷徳知（AT-X）、川和奈緒（プロダクション リード）
- プロデューサー：平井勝也（ムービック）、山崎明日香（AT-X）、ディック小鹿原（プロダクション リード）
- 制作協力：シネフューチャー
- 制作：プロダクション リード
- 製作著作：ヤバたの製作委員会

## DVD
2013年8月30日から10月25日までムービックより全3巻が発売された。
| 巻数  | 収録回                | 発売日         |
| ----- | --------------------- | -------------- |
| 第1巻 | そのいち - そのさん   | 2013年8月30日  |
| 第2巻 | そのよん - そのろく   | 2013年9月27日  |
| 第3巻 | そのなな - そのじゅう | 2013年10月25日 |